# 巴拉萨尔 (波瓦-迪瓦尔津)
巴拉萨尔是葡萄牙波尔图区的一个堂区。总面积11.57平方公里，总人口2475人，人口密度213.9人/平方公里。